# Eric Mattson
Gert Eric Mattson, född 21 september 1905 i Trelleborg, död 1973, var en svensk målare och tecknare. 
Han var son till sjöingenjören Berndt Mattson och Blenda Larsson. Mattson studerade måleri för Tage Hansson under sex års tid på Skånska målarskolan kvällskurser i Malmö och för Gotthard Sandberg i Falsterbo 1940-1941. För Trelleborgs museum utförde han en serie teckningar med rekonstruktioner av äldre bebyggelse och stadens utseende i äldre tid. Som illustratör illustrerade han Harald Lindals böcker Trelleborgs folkskolors historia och Vår stad. Hans konst består förutom teckningar av landskapsmotiv i olja eller akvarell. Separat ställde han ut ett flertal gånger i Trelleborg och han är representerad vid Trelleborgs museum.